# エヴァンゲリア・ハンタヴァ
エヴァンゲリア・ハンタヴァ（ギリシャ語: Ευαγγελία Χαντάβα、ラテン文字転写: Evangelia Chantava、1990年10月26日 - ）は、ギリシャの女子バレーボール選手。ギリシャ代表。

## 来歴

### クラブチーム
グレヴェナ出身。2005年、イラクリス・テッサロニキVCに入団しバレーボール選手としてのキャリアをスタートさせる。同チームに4年間在籍し、2008/09シーズンはギリシャリーグで3位となった。2009年、オリンピアコスSFPと契約し2シーズン活躍した。2010/11シーズンのギリシャカップで優勝し、MVPに選ばれた。2011年、イタリアセリエA2のTerre Verdiane Volleyへ移籍。2012/13シーズンはトルコリーグのKarşıyaka SKでプレーした。2014/15シーズンはアゼルバイジャンのロコモティフ・バクーでプレーし、チームの主将を務め、リーグ準優勝を果たした。2015/16シーズンはルーマニアリーグのCSM Târgovișteと契約し、ルーマニアリーグで準優勝、ルーマニアカップで優勝に貢献した。2016/17シーズンはブラジルスーパーリーガのFluminense FCでプレーした。2018年、ギリシャに戻りP.A.O.K.へ移籍。2018/19シーズンのギリシャリーグで優勝へ導いた。2020年、パナシナイコスに移籍。同チームで主将を務め、2021/22シーズンのギリシャリーグで優勝を果たした。
2022年10月、日本のV.LEAGUE DIVISION2 WOMENの群馬銀行グリーンウイングス（現・群馬グリーンウイングス）への入団が発表された。2シーズン在籍し、2024年に退団。ギリシャへ戻りAEK Athensでプレーする。

### 代表チーム
2006年、ギリシャ代表に初選出される。2009年、ヨーロッパリーグで代表デビューした。2015年、ヨーロッパリーグでは銅メダルを獲得した。2021年、欧州選手権に出場した。

## 球歴
- 欧州選手権 - 2021年
- ヨーロッパリーグ - 2009年、2010年、2011年、2012年、2014年、2015年、2016年

## 受賞歴
- 2011年 - 2010/11ギリシャカップ MVP

## 所属クラブ
- イラクリス・テッサロニキVC（2005-2009年）
- オリンピアコスSFP（2009-2011年）
- Terre Verdiane Volley（2011-2012年）
- Karşıyaka SK（2012-2013年）
- Vrilissia（2013-2014年）
- 3BB Nakornnont（2014年）
- ロコモティフ・バクー（2014-2015年）
- CSM Târgoviște（2015-2016年）
- Fluminense FC（2016-2017年）
- Bandung Bank BJB Pakuan（2017-2018年）
- P.A.O.K.（2018-2020年）
- パナシナイコス（2020-2022年）
- 群馬銀行グリーンウイングス/群馬グリーンウイングス（2022-2024年）
- AEK Athens（2024年-）